# マジカルロリポップ
『マジカルロリポップ』は、くろはによる日本の漫画作品。いわゆる魔法少女アニメの設定や展開をベースにしたパロディギャグ作品である。

## 概要
スクウェア・エニックスのウェブコミック配信サイト『ガンガンONLINE』にて、2011年8月18日から『帰宅部活動記録』と交互に掲載される形で連載開始するが、人気の高かった『帰宅部活動記録』に集中するため、第4話で連載が休止になる。
その後、『帰宅部活動記録』単行本2巻発売記念として、2012年11月22日に第5話が更新。さらに2014年1月23日から連載が再開され、4月24日の第9話の更新をもって完結、単行本（全1巻）が7月22日に『帰宅部活動記録』5巻（最終巻）と同時に刊行された。

## あらすじ
平凡な中学1年生の女子福田いちごはある日、道端で人語を喋る、ねことあざらしの雑種ねこざらしと出会う。ねこざらしは26世紀の未来からアクシデントでこの時代に飛ばされてきたと説明し、元の時代に戻るための魔法エネルギーを集めるために、いちごに魔法使いになって欲しいと頼む。魔法少女に憧れていたいちごは、未来のオモチャである変身ロッドを使って変身し、魔法を使って助けた人々の感謝の気持ちで貯まるゲージを一杯にするため、魔法少女としての日々が始まる。
いちごはロッド4本分のエネルギーを貯めるため、幼なじみの上原アスカ、クラスメイトの長坂ステラ、転校生の水沢陽花を魔法使いの仲間にし、チーム名を「マジカルロリポップ」にする。その後、仲間と共に中学3年間を送り、卒業と同時に魔法は使えなくなるが、ゲージは貯まらず、ねこざらしは未来に帰ることはできずにいちごの家に住み続けるのだった。

## 登場人物
福田いちご（ふくだ いちご）
主人公。4月生まれの中学1年生。ねこざらしを未来に返すために魔法使いになる。小学校を卒業するまで日曜朝の変身アニメに夢中だった。中学生になった今は背伸びして卒業しようと視聴をやめているが、実はまだ未練がある。アスカとは母親同士が親友で家も近いため、昔から頻繁に家にお泊りにいく関係。また同作者の『帰宅部活動記録』に登場する残忍の白虎（白田大河）とは母親ぐるみの顔見知りで、妹のような存在に思われている。変身の呪文は「ストロベリースターライト ドレスチェンジ」。髪の色はピンク。魔法少女としての名前は「ピンクスターライト」（自称）。名前の由来はいちご大福。
ねこざらし
26世紀からこの時代にやってきたねことあざらしの雑種。人語を喋る。一人称は「ボク」。いちごの家で世話されているが、いちごの両親からは単なる動物だと思われている。空気を読めないお調子者のため、いちごやアスカから度々ボコられている。自己申告では寿命は20年ほどで、最終話の時点では5歳。
上原アスカ（うえはら あすか）
いちごの幼なじみ。11月生まれ。昔からいちごを大切に思っており、いちごのために魔法使いになる。ロックが趣味で、性格や外見もややワイルドでクール系。小学生の頃、いちごをいじめる男子に椅子を投げつけて以来周囲から浮き気味になり友達もいないが、本人はまったく気にしていない。中学生になってからは同じクラスのステラに懐かれているが迷惑気味に思っている様子。4人の中では一番魔法少女であることを恥ずかしがっている。変身の呪文は「ミッドナイトムーンライト ドレスチェンジ」。髪の色は黒。魔法少女としての名前は「クレセントブラック」（いちご命名）。名前の由来はウエハース。
長坂ステラ（ながさか すてら）
いちご達のクラスメイト。8月生まれ。アメリカと日本のハーフで、アスカからは「面白外国人」扱いされている。明るい性格でコミュ力が高い。同作者の『帰宅部活動記録』の安藤夏希の弟ロイドとは同学年で、姉の方とも仲が良く髪型（アホ毛）を真似したこともある。また『有害指定同級生』16.5話に人気モデルとして名前が登場しており、ファッション雑誌の表紙を飾っている（表紙コピーは「この夏、ステラはサンシャインイエロー」）。変身の呪文は「サニーサイドアップ ドレスチェンジ」。髪の色は金。魔法少女としての名前は「イエローサンシャイン」（自称）。名前の由来はカステラ。
水沢陽花（みずさわ ようか）
石川県金沢市から引っ越してきた転校生。ステラの隣の席になったことからいちご達と友達になる。東京への憧れが強い。4人の中では比較的落ち着いた性格の常識人的なポジションで、グループ名の「マジカルロリポップ」の命名者となる。変身の呪文は「シルバーナイトコメット ドレスチェンジ」。髪の色は水色。魔法少女としての名前は「コメットブルー」（アスカ命名）。名前の由来は水羊羹。

## 単行本
- くろは『マジカルロリポップ』（全1巻）、スクウェア・エニックス、2014年7月22日 ISBN 978-4757543522